# Mycale peculiaris
Mycale peculiaris är en svampdjursart som beskrevs av Gustavo Pulitzer-Finali 1996. Mycale peculiaris ingår i släktet Mycale och familjen Mycalidae.
Artens utbredningsområde är havet utanför Papua Nya Guinea. Inga underarter finns listade i Catalogue of Life.